# アダムとイヴのホンネ.TV
『検証バラエティ　アダムとイブのホンネ.TV』は、TOKYO MXで2013年12月5日から木曜日20:30 - 21:00、TVKで木曜日25:30 - 26:00、BS12ch TwellVで金曜日18:30 - 19:00、チバテレで土曜日23:30 - 24:00、テレ玉で土曜日25:30 - 26:00に放送されていたバラエティ番組。

## 概要
- 人間の永遠のテーマである「男と女」。同じ人間なのにどうしても相手の考えは理解できないもの。子供から大人まで、知りたくても知れない男女のホンネをはんにゃが様々なテーマをゲストと共に検証していき、人間の本質に迫り、更に実際に街の男女の実証も踏まえて解明していく検証バラエティー。

## 出演者
- MC
  - はんにゃ（川島章良・金田哲）
- アシスタントMC
  - 井澤エイミー
- ひな壇（過去の出演者含む）
  - 上田浩二郎（Hi-Hi）
  - 岩崎 一則（Hi-Hi）
  - 団長安田（安田大サーカス）
  - 入江慎也（カラテカ）
  - 吉田夏海
  - IZAM
  - 小島よしお
  - 小沢仁志
  - 時東ぁみ
  - 村上健志（フルーツポンチ）
  - 山田親太朗
  - 下田大気
  - 与沢翼

### その他の出演者
- 有識者（過去の出演者含む）
  - 相川佳之（美容外科医）
  - 晴香葉子（心理カウンセラー）
  - 野平直宏（心理学者/心理士）

## 音楽
エンディングテーマ
- 「恋音と雨空」：AAA（2013年12月5日 - ）

## スタッフ（過去のスタッフ含む）
- 構成：荒井靖裕、妹尾真
- CAM：菊池陸、中村陽一、阿部渚
- VE：川崎修
- メイク：プリズム・プリズム
- EED：今村誠
- MA：尾崎達哉
- 特別協力：SBCメディカルグループ
- 協力：TOKYO STYLE、THE LEGIAN CLUB HOUSE AKASAKA、Theatre CYBIRD
- キャスティング協力：小松周平
- デスク：新間清香
- AD：田村貴広、中良行、吉田達也、坂本将樹
- ディレクター：宮坂悟史
- AP：高野克仁
- プロデューサー：高木征太郎
- ゼネラルプロデューサー：立川光昭
- 制作：ブレインウォッシュ
- 製作著作：MEDIMAX、チエノワ